# Pombo-coroado-de-vitória
Pombo-coroado-de-vitória ou gura-setentrional (Goura victoria) é uma espécie de pombo de grande porte, cinza-azulado, com elegantes penachos azuis parecidos com laços, peito marrom e íris vermelha. É parte de um gênero de três pombos muito grandes, nativos da região da Nova Guiné. O pássaro pode ser facilmente reconhecido pelas pontas brancas originais em suas cristas e pelos sons que emite. O seu nome científico, Goura Victoria, é uma homenagem à Rainha Vitória.